# Asplenium trindadense
Asplenium trindadense là một loài dương xỉ trong họ Aspleniaceae. Loài này được Sylvestre mô tả khoa học đầu tiên năm 2010.
Danh pháp khoa học của loài này chưa được làm sáng tỏ. 